# Raúl Eduardo Suárez del Cerro
Raúl Eduardo Suárez del Cerro (Villa Mercedes, 17 de junio de 1926-12 de agosto de 2018) fue un militar argentino, perteneciente a la Armada, que se desempeñó como gobernador de facto del Territorio Nacional de la Tierra del Fuego, Antártida e Islas del Atlántico Sur entre 1981 y 1983.

## Biografía

### Trayectoria militar
Nació en junio de 1926 en Villa Mercedes (provincia de San Luis). Ingresó a la Armada Argentina en 1943, como parte de la promoción 74, egresando de la Escuela Naval Militar en 1947.
En 1965 fue designado a la misión naval de Argentina en Paraguay. Fue agregado naval de Argentina en Bolivia, y en 1967 recibió la Orden del Cóndor de los Andes en grado comendador por parte del gobierno boliviano.
En 1973, fue comandante del noveno viaje de instrucción de la fragata ARA Libertad (Q-2). Ese mismo año recibió la Orden del Mérito Naval de España. Pasó a retiro en la Armada en 1974, con el grado de capitán de navío.

### Gobernador de Tierra del Fuego
En 1981, fue designado gobernador del Territorio Nacional de la Tierra del Fuego, Antártida e Islas del Atlántico Sur por el presidente de facto Roberto Eduardo Viola. Permaneció en el cargo hasta el fin de la dictadura autodenominada Proceso de Reorganización Nacional, en diciembre de 1983.
En el cargo, se trabajó en la concreción de planes de vivienda auspiciados por el Fondo Nacional de la Vivienda ante el crecimiento demográfico. Además, anunció los estudios de obras para la construcción de dos terminales portuarias destinadas al cruce marítimo Santa Cruz-Tierra del Fuego, y en marzo de 1983 se realizó un cruce por gomones simbólico al este de la boca oriental del Estrecho de Magallanes. Ese mismo año, también ocurrió un paro docente por cuestiones salariales en Río Grande, que duró 24 horas, negociando rápidamente para solucionarlo.

### Fallecimiento
Falleció en agosto de 2018, a los 92 años.